# 交響曲第6番 (ニールセン)
交響曲第6番「素朴な交響曲」（こうきょうきょくだいろくばん、Symfoni Nr.6 "Sinfonia Semplice", FS.116）は、カール・ニールセンが作曲した最後の交響曲。

## 概要
作曲は1924年から1925年にかけて行われた。完成は1925年12月5日。
副題は作曲者自身が記したイタリア語に従って「シンフォニア・センプリチェ」又は単に「センプリチェ」とも、あるいは英語によって「シンプル」と呼ばれることもある。

## 曲の構成
この作品は以下の4楽章から成り立っている。（「」内は副題。）
- 第1楽章　テンポ・ジュスト
- 第2楽章　「フモレスケ」アレグレット
- 第3楽章　「プロポスタ・セーリア」（イタリア語で「まじめな提案」の意）アダージョ
- 第4楽章　「主題と変奏」アレグロ

### 第1楽章
グロッケンシュピールの合図により始まる。やがて展開的な発展をとげていき。重厚な雰囲気となる。やがて、二回の心をかき乱すような爆発があり、（R・シンプソンはその会話のなかでこれはニールセンの心臓発作を反映していると語っている。）やがて、再び静かになり、曲は終わる。

### 第2楽章
ユーモアに富んだ、間奏曲風の楽章。弦楽器は全く沈黙している。トライアングルが透明感を出し、トロンボーンの笑い声のようなグリッサンドが印象的である。
ニールセンはこの曲の初演のために書いた覚え書きの中で、この楽章について『それぞれの好みにしたがって、口論する』と書いている。さらに彼は、この楽章を当時の音楽界になぞらえて、風刺している。（トロンボーンのグリッサンドは批評家たちのあざけりとも見ることができる。）

### 第3楽章
この楽章もオーケストラの一部の楽器でしか演奏されない。R・シンプソンは『この楽章のいくつかの節は、まるで、蛇が自分の尻尾を追うように、ぐるぐるとめぐっている。』と述べている。

### 第4楽章
短い前奏のあと、まず主題が提示され、9つの変奏が続く。
主題
ファゴットにより淡々と奏でられる。
第1変奏
オーボエによる変奏。
第2変奏
ホルンによる変奏。
第3変奏
弱音器つき両ヴァイオリンによる変奏。
第4変奏
ヴィオラとヴァイオリンによる変奏。
第5変奏
弦楽器と管楽器による変奏。
第6変奏
ワルツ風の変奏。
第7変奏
第6変奏の3拍子の音楽に2拍子のトロンボーンが印象的な変奏。
第8変奏
エレジー風の変奏。
第9変奏
シロフォン中心の打楽器とファゴット、チューバという風変わりな導入部（R・シンプソンはここをにやにやと笑うガイコツにたとえている。）、それからファンファーレの後、小太鼓とヴァイオリンによる主部、クライマックスの後、ファゴットの変ロ音を残して風変わりに曲は終わる。

## 楽器編成
ピッコロ、フルート2、オーボエ2、クラリネット2、ファゴット2、ホルン4、トランペット2、トロンボーン3、チューバ、ティンパニ、大太鼓、小太鼓、トライアングル、シンバル、シロフォン、グロッケンシュピール、弦5部(なお、ヴィオラとチェロはさらに二分割されることがある。)

## 初演・出版

### 世界初演
世界初演は完成から6日後の1925年12月11日、コペンハーゲンにてニールセン自身の指揮によりコペンハーゲン宮廷劇場管弦楽団の演奏で行われた。

### 日本初演
日本初演は1984年2月27日、渡邉暁雄指揮の日本フィルハーモニー交響楽団。東京文化会館にて。